# Rubén Castro
Rubén Castro Martín (* 27. Juni 1981 in Las Palmas de Gran Canaria) ist ein ehemaliger spanischer Fußballspieler. Mit 148 Toren in 290 Pflichtspielen ist er der Rekordtorschütze von Betis Sevilla.

## Spielerkarriere
Rubén Castro startete seine Karriere als Profifußballer bei UD Las Palmas, dem größten Verein seiner Heimatstadt Las Palmas de Gran Canaria. Obwohl er mit 22 Saisontoren 2003/04 Torschützenkönig in der Segunda División wurde, stieg seine Mannschaft in die Segunda División B ab. Es folgte 2004 der Wechsel zum Erstligisten Deportivo La Coruña. Die Galicier verliehen ihn jedoch in seiner ersten Saison gleich weiter (an den Erstligakonkurrenten Albacete Balompié).
Zur Saison 2005/06 kehrte er zu „Depor“ zurück, wo er in 24 Spielen drei Tore erzielen konnte. Im Jahr 2006 wurde er erneut verliehen, diesmal an Racing Santander. Nach nur einem Einsatz verließ er die Kantabrier jedoch bereits nach einem halben Jahr wieder und bestritt die Rückrunde der Saison 2006/07 mit Gimnàstic de Tarragona. Mit vier Toren in 20 Spielen konnte er dem Verein nicht zum Klassenerhalt verhelfen. Zur Saison 2007/08 folgte die dritte Rückkehr zu Deportivo. Nach der Hinrunde kam er aber nur auf sechs Ligaspiele, in denen er ein Tor erzielte.
Im Sommer 2010 wechselte Castro zu Betis Sevilla in die Segunda División. Mit den Andalusiern schoss er in der Saison 2010/11 27 Tore und stieg umgehend in die Primera División auf. In der Saison 2011/12 zeigte er sich auch in der ersten Liga mit 16 Toren in 34 Spielen treffsicher und erreichte mit Betis vorzeitig den Klassenerhalt. In der Spielzeit 2012/13 kam er in weiteren 34 Spielen auf 18 Tore und qualifizierte sich mit Betis für die UEFA Europa League 2013/14. Die Saison 2013/14 verlief für Castro weniger erfolgreich. Er stand nur bei 25 Spielen auf dem Platz, erzielte aber immerhin zehn Tore. Betis stieg zurück in die 2. Liga ab. Mit 32 Toren in 42 Spielen hatte Castro großen Anteil daran, dass Betis in der folgenden Saison als Meister der 2. Liga direkt wieder aufstieg und seither in der ersten spanischen Liga spielt. Mit einer Unterbrechung von knapp einem halben Jahr, für das Castro 2017 zu Guizhou Hengfen nach China verliehen war, blieb er bis zum Ende der Saison 2017/18 bei Betis Sevilla und dort als Toptorjäger unvergessen. Nach einigen Vereinswechseln beendete er 2023 seine aktive Karriere.